# Доставка дронами

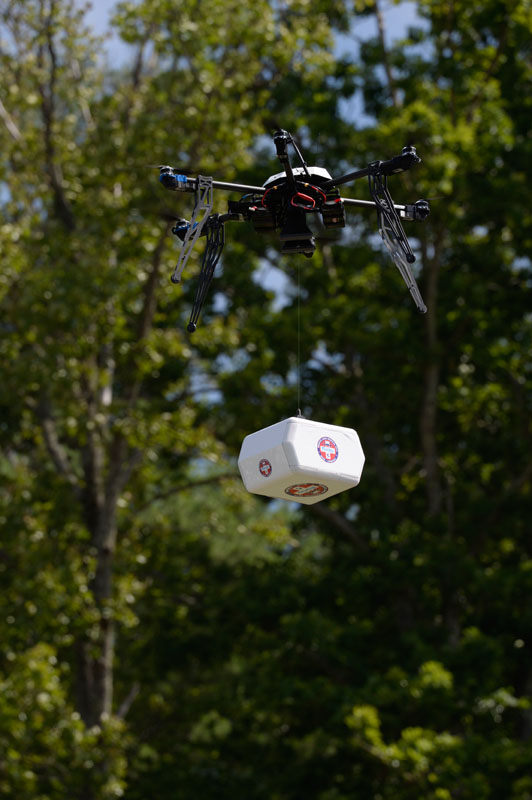
Дрон Flirtey зробив першу в США зареєстровану FAA доставку - прийнятий до Національного музею авіації і космонавтики США

Доставка дронами (англ. delivery drone) — це спосіб доставки вантажів безпілотними літальними апаратами (БПЛА), який використовується для перевезення пакетів, ліків, продуктів харчування або інших товарів. 

## Законодавство
В лютому 2014 року, прем'єр-міністра та кабінету міністрів справ міністр Об'єднані Арабські Емірати (ОАЕ) оголосив про те, що ОАЕ планує запустити цілий флот безпілотних літальних апаратів в цивільних цілях. В планах було в процесі доставки БПЛА, для ідентифікації отримуваців використовувати контроль відбитків пальців і сканування сітківки ока для доставки офіційних документів, таких як паспорти, посвідчення особи та ліцензії, а також постачання екстрених служб при аваріях. Акумуляторний прототип квадрокоптера близько півметра в діаметрі був показаний в Дубаї.
У Сполучених Штатах перші спроби комерційного використання БПЛА були заблоковані регулюванням FAA. У червні 2014 року FAA опублікувала документ, у якому перелічуються види діяльності, не дозволені згідно з його положеннями, включаючи комерційне використання, про які організація заявила, включаючи "доставку пакетів людям за плату" або пропоновані як частина "покупки або іншої пропозиції". У серпні 2016 року були прийняті оновлені правила FAA. Нові правила включали керівні принципи для комерційного використання малих БПЛА, в яких зазначено, що вони повинні важити менше 25 кг (55 фунтів), летіти на висоті до 120 м (400 футів), зі швидкістю не більше 160 км / год (100 миль на годину), можуть експлуатуватися тільки в денний час, оператори безпілотного літального апарата повинні мати сертифікат на польоти, і бути не молодше 16 років. У червні 2017 року Сенат США запропонував законопроет, який дозволив би пакетні поставки дронами. У жовтні 2017 року було видано президентську директиву, яка закликала FAA та Департамент транспорту працювати з місцевими чиновниками для створення ініціатив, які дозволять американським компаніям в кінцевому підсумку використовувати безпілотні літальні апарати .

## Доставка медичних препаратів

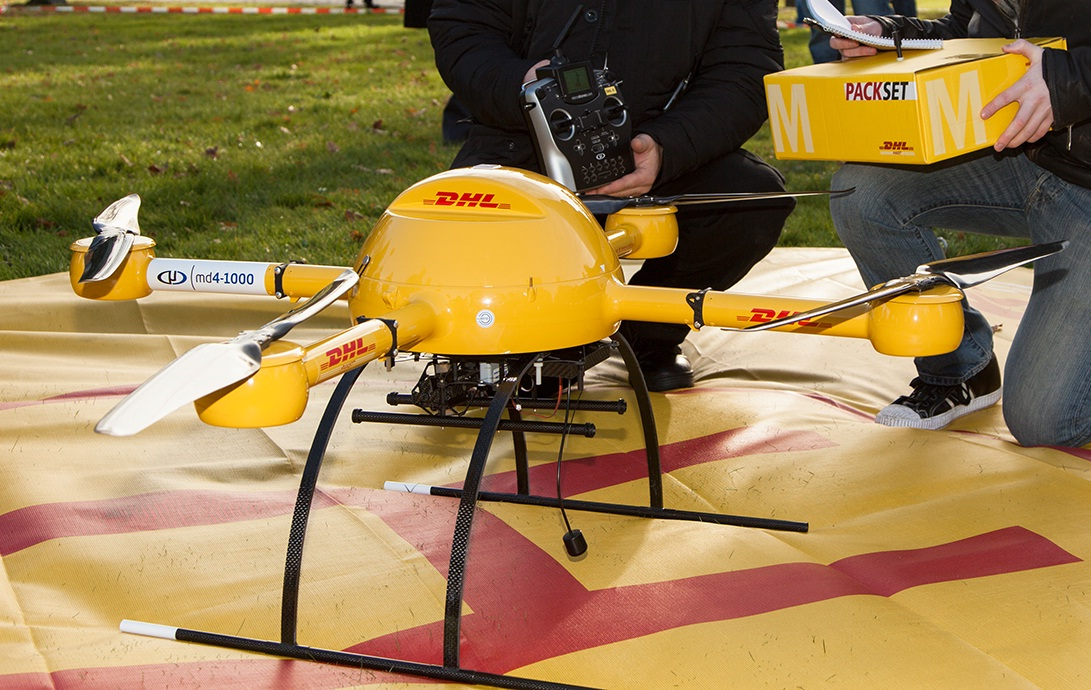
У грудні 2013 року дочірня компанія DHL поштової служби Deutsche Post AG протестувала мікрокоптер md4-1000 для доставки ліків.

Дрони можуть транспортувати ліки та вакцини, а також доставляти медичні зразки до та з віддалених або важкодоступних регіонів .   
- У 2014 році голландський студент створив прототип "Дрон швидкої допомоги", який має швидко доставляти дефібрилятор і включати можливість зв'язку в прямому ефірі, що дозволяє парамедикам віддалено спостерігати та інструктувати осіб на місці подій щодо використання дефібриляторів[8].

- У липні 2015 року FAA надала НАСА , компанії Flirtey і Virginia Tech, дозвіл на доставку ліки до сільської медичної клініки Вірджинії [9].  Flirtey також зробив перший повністю автономну затверджену FAA доставку в місті у березні 2016, коли нею доставлена бутильована вода, невідкладне продовольство, та комплект першої допомогі до нежилого житлового району у Hawthorne, Nevada [10].

- З 2016 року уряд Руанди співпрацює з компанією Zipline International Inc. для будівництва дистриб'юторського центру біля міста Муханга , з якого використовуються безпілотні літальні апарати компанії для доставки крові та фармацевтичної продукції на 21 об'єкт. [11] [12]

- З березня 2017 року компанія Matternet співпрацює з Swiss Post для запуску першої медичної мережі доставки безпілотниками літаків у Швейцарії. [13]
- Жовтень 2017 року, компанія REMSA Health, постачальник швидкої та невідкладної допомоги, співпрацює з Flirtey, щоб відправляти портативні дефібрилятори, коли абоненти 911 повідомляють про симптоми зупинки серця в Північній Неваді. [14]

## Доставка їжі

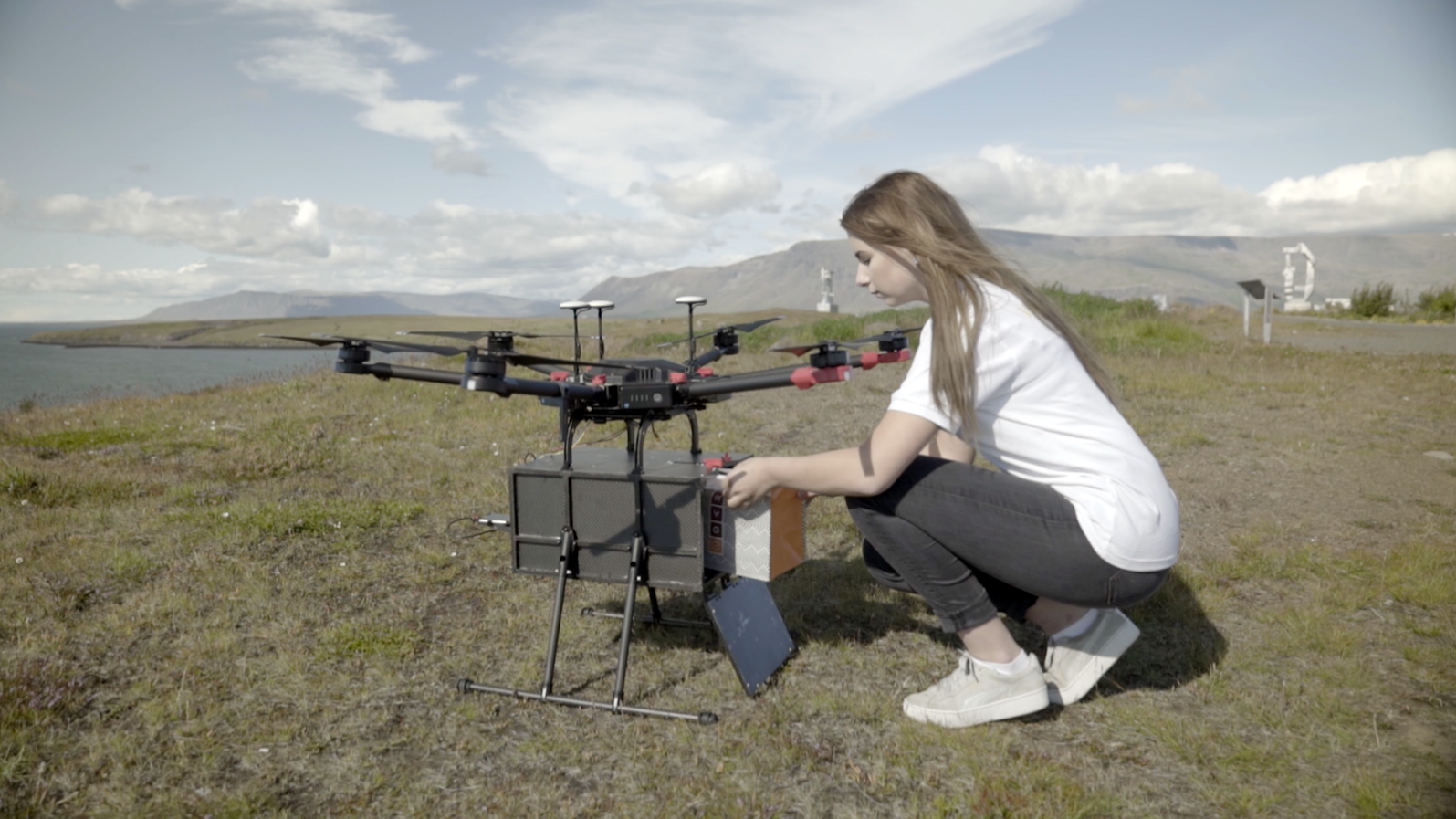
У 2017 році стартап з доставки безпілотних літаків Flytrex розгорнув комерційний маршрут доставки безпілотниками в столицю Ісландії Рейк'явік

У 2012 році одним з перших прототипів безпілотних повітряних апаратів для доставки їжі був Tacocopter, представлений як елемент концепції доставки тако, з використанням додатку на смартфоні для замовлення доставки тако в Сан-Франциско .  Викриття про те, що схема не існувала як система доставки чи додаток, призвело до того, що його визнали обманом  . Аналогічна концепція, названа "бомбардувальником бурріто", була випробувана в 2012 році . У тому ж році студентський проект у Вільному університеті Берліна вивчав використання дронів для доставки піци.  У 2013 році, в рамках рекламної кампанії, франчайзинг Domino's Великої Британії протестував компанію «Domicopter».  Подібні рейси здійснювалися в Індії та Росії, але не мали регуляторного схвалення . 
Результатом партнерства між компанією 7-Eleven та Flirtey стала перша схвалена FAA доставки дроном в США у липні 2016 року  . Наступного місяця компанія співпрацювала з Domino's в Новій Зеландії для запуску першої комерційної служби доставки безпілотними літальними апаратами.  
У вересні 2016 року Chipotle Mexican Grill співпрацював з Alphabet X і оголосив про те, що планується перевірити доставку дронами у кампусі Virginia Tech  . Поставки були заплановано робити в кампусі де й готувалася їжа. 
Connect Robotics, в пілотному проекті з Santa Casa da Misericórdia de Penela та мерії Пенела, зробили першу доставку їжі дроном у грудні 2016 року.  Проект має намір стати альтернативою транспортному засобу з міні-фургоном    . 
Marriott International використовував дрони для доставки коктейлів і напоїв до столиків гостей в декількох готелях в 2017 році, включаючи готель Marriott Marquis в Чикаго, штат Іллінойс.   Мережа готелів почала партнерство з DJI в 2016 році, і використовувала безпілотні апарати компанії для своєї внутрішньої доставки напоїв. 

## Доставка пошти
У зв'язку зі швидким зменшенням поштових листів та вибуховим зростанням електронної комерції поштові компанії були змушені шукати нові способи покращення традиційних бізнес-моделей доставки листів.  Поштові компанії з Австралії, Швейцарії, Німеччини, Сінгапуру та України провели випробування безпілотних літаків, оскільки вони перевіряють доцільність та прибутковість послуг БПЛА.  USPS тестує системи доставки  дронами HorseFly. 

## Експерименти
Amazon Prime Air - заява засновника Amazon.com Джеффа Безоса у грудні 2013, що Amazon планує швидку доставку легких комерційних продуктів з використанням безпілотних літальних апаратів, була сприйнята з скептицизмом. Підняті проблеми навчання та сертифікації, схвалення федеральними та державними органами, безпеки (хакерство), крадіжки корисного вантажу та проблем з логістикою. 
У грудні 2013 року в дослідницькому проекті дочірньої компанії Deutsche Post AG DHL було доставлено майже кілограмову кількість ліків з допомогою прототипу мікродрона "Parcelcopter", припускається, що ліквідація наслідків катастрофи може стати першим місцем, де компанія використовуватиме цю технологію.    Зараз DHL Parcelcopter проходить випробування [Архівовано 9 березня 2016 у Wayback Machine.] в Німеччині. 

### 2014
У липні 2014 року стало відомо, що Amazon працює над 8-м і 9-м прототипами безпілотних літаків, деякі з яких можуть літати 50 миль на годину і перевозити 5-кілограмові пакети, і звернулися до FAA, щоб протестувати. 
У серпні 2014 року компанія Google повідомила, що тестувала БЛА в Австралії протягом двох років.  Програма Google X, відома як "Project Wing ", має на меті виробництво безпілотних літаків, які можуть доставляти не тільки продукти, що продаються через електронну комерцію, але й більші об'єкти доставки. 
У вересні 2014 року FedEx перевіряла інтеграцію доставки безпілотниками з існуючою логістичною  моделлю. 
У грудні 2014 року, французька поштова служба компанії La Poste представила експериментальний  проект доставки безпілотними літальними апаратами. 

### 2015
У лютому 2015 року постачальник послуг електронної комерції Ханчжоу Алі Баба розпочав  послугу доставки дронами у партнерстві з Shanghai YTO Express, в якому він доставив чай 450 клієнтам навколо вибраних міст Китаю. 
У березні 2015 року заснований в Шеньчжень SF Express розпочав  надання послуг з БПЛА Xaircraft в Китаї. 
13 березня 2015 року в Шеффілді, британська FPS Distribution завершила першу комерційну доставку в Сполученому Королівстві за допомогою БПЛА.  
У травні 2015 року CJ Express оголосив про партнерство з Міністерством громадської безпеки та безпеки для ліквідації наслідків стихійного лиха. 

### 2016
У березні 2016 року компанія Flirtey провела першу повністю автономну доставку за допомогою безпілотних літальних апаратів, що затверджена FAA, у міських умовах у США 
У квітні 2016 року спільний проект в Японії із залученням центрального уряду, міста Тіба , науково-дослідних установ та компаній, включаючи Rakuten, був запущений до випробувань приватних безпілотних літаків у міській місцевості.  Подібний тестовий проект був проведений в Нака (Токушіма) в лютому 2016 року як спосіб полегшити покупки для людей, які живуть в малонаселеному районі. 
У Японії як велика компанія з електронної комерції Rakuten, так і роздрібний гігант AEON провели тести доставки пакетів.  AEON провела тест на доставку дронами, який передбачав постачання пляшки вина, спрямовану на фактичне надання послуг доставки додому у 2019 рік для Aeon Mall, інтернет-магазину компанії.  Rakuten, з іншого боку, який на початку 2016 року доставив прохолодні напої та м'ячі для гольфу в межах поля для гольфу, розширив цей тестовий сервіс і в листопаді 2016 року виконав новий тест сервісу доставки з покращеними можливостями.  Здійснюючи поліпшення в порівнянні з попереднім тестом, Rakuten співпрацює з компанією NTT DoCoMo для інтеграції використання стільникової мережі LTE для тестування можливостей доставки на великі відстані.  На додаток до модифікацій додатку для замовлення продукту та приладової панелі управління безпілотниками, новий дрон доставки містив ряд покращень, включаючи водостійкість, дальній політ з повністю автономним контролем і був оснащений парашутом для зменшення швидкості падіння в аварійній ситуації, що забезпечує більший рівень безпеки.  Доставка вантажу за допомогою БПЛА здійснювалася в приморському парку Inage у місті Чиба, Японії та прилеглої до нього морській зоні.  
У грудні 2016 року Amazon здійснила свою першу доставку за допомогою безпілотника в Сполученому Королівстві. 

### 2017
У Китаї JD.com активно розвиває свої можливості для доставки дронами. Станом на червень 2017 року компанія JD.com мала сім різних типів безпілотників для тестування або експлуатації в чотирьох провінціях Китаю (Пекін, Сичуань, Шеньсі та Цзянсу).  Дрони здатні доставляти пакети вагою від 5 до 30 кг (від 11 до 66 фунтів) зі швидкістю польоту до 100 км/год.  Дрони не доставляють товари безпосередньо в будинки людей.  Швидше за все, вони автоматично летять по стаціонарних маршрутах зі складів до спеціальних посадкових майданчиків, де один з 300 000 місцевих підрядників JD.com доставляє пакети на пороги клієнтів у сільських селах.  Гігант електронної комерції зараз працює над безпілотником для доставки 1 тонни (1000 кг) вантажу, який буде випробувана в Шеньсі. 
Flytrex, ізраїльський стартап, який спеціалізується на розробці рішень для доставки дронами, співпрацює з AHA в 2015 році  , найбільшим вебсайтом електронної комерції в Ісландії, і разом вони ініціювали маршрут доставки безпілотниками, який скоротив час доставки AHA з 30 хвилин до менш ніж 5.   Система була розгорнута 25 серпня 2017 року і тепер постачає продукти харчування та дрібну електроніку дронами. 

### 2018
У січні 2018 року Boeing оприлюднив прототип вантажного дрона вантажопідйомністю до 227 кг, на електричній тязі, що завершив льотні випробування в дослідницькому центрі Boeing Research & Technology в Міссурі . 

## Комерційне застосування

### 2016
Zipline International Inc. підписала угоду з урядом Руанди, узгодивши будівництво медичного розподільного центру біля Muhanga .  Руанда має гірську місцевість та погані дорожні умови, які роблять систему повітряної доставки більш ефективною  і вже до травня 2018 року вони доставили понад 7000 одиниць крові цим шляхом . 
Конструкція електричних літаків з пропелером, звані Zip , дозволяє їм літати швидко і на великі відстані (зазвичай 150 км на одному заряді), в будь-яку погоду, крім урагану. Для злету вони використовують катапультний старт і для посадки спеціальне посадкове обладнання. 
Під час доставки літак не приземляється, замість цього він опускається на низьку висоту, а пакет опускається на землю на парашуті.

### 2018
У жовтні 2018 року Вануату (архіпелаг) уклала контракти з двома компаніями Swoop Aero Pty Ltd в Мельбурні, Австралія, для забезпечення медичних закладів на островах Епі і Шеперд (а також острова Ерроманго з доставкою вакцини) і Wingcopter Холдинг ГмбХ & Ко КГ з Дармштадта, Німеччина, для доставки вакцин на об'єкти на острові Пентекост.   Обидві компанії використовують літаки типу ЛВЗП, які можуть вилетіти і приземлитися без спеціального обладнання або злітно-посадкових смуг. 

## Незаконні поставки
Наркотичні картели використовували безпілотники для транспортування контрабанди, іноді застосовують GPS-керовані БПЛА. 
З 2013 року та 2015 року спостерігалися безпілотні літаки, які доставляли вироби у в'язниці принаймні у чотирьох випадках у Сполучених Штатах, а чотири окремі, але подібні інциденти відбувалися також в Ірландії, Великій Британії, Австралії та Канаді.  Хоча це і не є популярним способом контрабанди товарів у в'язниці, посадові особи виправних осіб стверджують, що деякі люди починають експериментувати з БПЛА. 
У листопаді 2013 року чотири людини в Морган, Грузія, були заарештовані за те, що вони намагалися ввести гексакоптером контрабанду в державну в'язницю Калхун.  
У 2014 році квадрокоптер врізався у спортивного майданчика в'язниці Уїтфілд , Дублін   . Квадрокоптер зіткнувся з дротами, призначеними для запобігання посадці вертольотів, що привело до аварії   . Пакет, що містить наркотики, вивішувався з квадрокоптера і був схоплений ув'язненими до того, як тюремний персонал міг дістатися до нього.   
У період між 2014 і 2015 роками у дві тюрми Південної Кароліни, були незаконно доставлені дронами наркотики та мобільні телефони. Точно не відомо, скільки поставок були успішними, перш ніж привернути увагу влади. 

## Дивитись також
- Доставка
- Дрон-бомбардувальник
- Повітряна пошта